# Ceraclea quadrispina
Ceraclea quadrispina är en nattsländeart som beskrevs av G. Marlier 1965. Ceraclea quadrispina ingår i släktet Ceraclea och familjen långhornssländor. Inga underarter finns listade i Catalogue of Life.